# Oecobiidae
Die Oecobiidae sind eine Familie der Echten Webspinnen und umfassen sechs Gattungen und 108 Arten. (Stand: Dezember 2016)

## Beschreibung
Oecobiidae sind kleine bis mittelgroße Spinnen mit 3 bis 15 mm Körperlänge. Sie haben drei Tarsalklauen und sechs oder acht Augen. Die sechs oder acht Augen sind in einer kompakten Gruppe im vorderen Teil des Prosomas angeordnet. Die Prosomaform ist fast rund und leicht herzförmig. Das Opisthosoma ist oval bis rund und teilweise abgeflacht. Die Beine sind kurz und stehen sternförmig vom Körper ab.
Es gibt cribellate und ecribellate Gattungen. Alle Arten sind entelegyn.

## Verbreitung
Der Verbreitungsschwerpunkt der Familie sind die Tropen. Die Gattungen Oecibus und Uroctea weisen aber Kosmopoliten auf oder haben Vertreter in der Holarktis. In Mitteleuropa wurden die folgenden Arten nachgewiesen:
- Oecobius maculatus Simon, 1870 – Nachweis in Basel
- Oecobius navus Blackwall, 1859 – Nachweise in Gewächshäusern in Berlin und Basel
- Oecobius annulipes Lucas, 1846 – im Mittelmeerraum weit verbreitet und häufig in Gebäuden zu finden[4]
- Uroctea durandi (Latreille, 1809) – im Mittelmeerraum verbreitet

## Systematik
Der World Spider Catalog listet für die Oecobiidae sechs Gattungen und 108 Arten. (Stand: Dezember 2016)
- Oecobius Lucas, 1846 – 84 Arten
  - Oecobius achimota Shear & Benoit, 1974
  - Oecobius aculeatus Wunderlich, 1987
  - Oecobius affinis O. Pickard-Cambridge, 1872
  - Oecobius agaetensis Wunderlich, 1992
  - Oecobius albipunctatus O. Pickard-Cambridge, 1872
  - Oecobius alhoutyae Wunderlich, 1995
  - Oecobius amboseli Shear & Benoit, 1974
  - Oecobius annulipes Lucas, 1846
  - Oecobius ashmolei Wunderlich, 1992
  - Oecobius beatus Gertsch & Davis, 1937
  - Oecobius bracae Shear, 1970
  - Oecobius brachyplura (Strand, 1913)
  - Oecobius bumerang Wunderlich, 2011
  - Oecobius caesaris Wunderlich, 1987
  - Oecobius cambridgei Wunderlich, 1995
  - Oecobius camposi Wunderlich, 1992
  - Oecobius cellariorum (Dugès, 1836)
  - Oecobius chiasma Barman, 1978
  - Oecobius civitas Shear, 1970
  - Oecobius concinnus Simon, 1893
  - Oecobius culiacanensis Shear, 1970
  - Oecobius cumbrecita Wunderlich, 1987
  - Oecobius depressus Wunderlich, 1987
  - Oecobius dolosus Wunderlich, 1987
  - Oecobius doryphorus Schmidt, 1977
  - Oecobius duplex Wunderlich, 2011
  - Oecobius eberhardi Santos & Gonzaga, 2008
  - Oecobius erjosensis Wunderlich, 1992
  - Oecobius fortaleza Wunderlich, 1992
  - Oecobius fuerterotensis Wunderlich, 1992
  - Oecobius furcula Wunderlich, 1992
  - Oecobius gomerensis Wunderlich, 1980
  - Oecobius hayensis Wunderlich, 1992
  - Oecobius hidalgoensis Wunderlich, 1992
  - Oecobius hierroensis Wunderlich, 1987
  - Oecobius hoffmannae Jiménez & Llinas, 2005
  - Oecobius idolator Shear & Benoit, 1974
  - Oecobius iguestensis Wunderlich, 1992
  - Oecobius incertus Wunderlich, 1995
  - Oecobius infierno Wunderlich, 1987
  - Oecobius infringens Wunderlich, 2011
  - Oecobius interpellator Shear, 1970
  - Oecobius isolatoides Shear, 1970
  - Oecobius isolatus Chamberlin, 1924
  - Oecobius juangarcia Shear, 1970
  - Oecobius lampeli Wunderlich, 1987
  - Oecobius latiscapus Wunderlich, 1992
  - Oecobius linguiformis Wunderlich, 1995
  - Oecobius longiscapus Wunderlich, 1992
  - Oecobius machadoi Wunderlich, 1995
  - Oecobius maculatus Simon, 1870
  - Oecobius marathaus Tikader, 1962
  - Oecobius maritimus Wunderlich, 1987
  - Oecobius minor Kulczyński, 1909
  - Oecobius nadiae (Spassky, 1936)
  - Oecobius navus Blackwall, 1859
  - Oecobius palmensis Wunderlich, 1987
  - Oecobius parapsammophilus Wunderlich, 2011
  - Oecobius pasteuri Berland & Millot, 1940
  - Oecobius paulomaculatus Wunderlich, 1995
  - Oecobius persimilis Wunderlich, 1987
  - Oecobius petronius Simon, 1890
  - Oecobius piaxtla Shear, 1970
  - Oecobius pinoensis Wunderlich, 1992
  - Oecobius przewalskyi Hu & Li, 1987
  - Oecobius psammophilus Wunderlich, 2011
  - Oecobius pseudodepressus Wunderlich, 1992
  - Oecobius putus O. Pickard-Cambridge, 1876
  - Oecobius rhodiensis Kritscher, 1966
  - Oecobius rioensis Wunderlich, 1992
  - Oecobius rivula Shear, 1970
  - Oecobius rugosus Wunderlich, 1987
  - Oecobius selvagensis Wunderlich, 1995
  - Oecobius sheari Benoit, 1975
  - Oecobius similis Kulczyński, 1909
  - Oecobius simillimus Wunderlich, 2011
  - Oecobius sombrero Wunderlich, 1987
  - Oecobius tadzhikus Andreeva & Tyschchenko, 1969
  - Oecobius tasarticoensis Wunderlich, 1992
  - Oecobius teliger O. Pickard-Cambridge, 1872
  - Oecobius templi O. Pickard-Cambridge, 1876
  - Oecobius tibesti Shear & Benoit, 1974
  - Oecobius trimaculatus O. Pickard-Cambridge, 1872
  - Oecobius unicoloripes Wunderlich, 1992
- Paroecobius Lamoral, 1981 – 2 Arten
  - Paroecobius nicolaii Wunderlich, 1995
  - Paroecobius wilmotae Lamoral, 1981
- Platoecobius Chamberlin & Ivie, 1935 – 2 Arten
  - Platoecobius floridanus (Banks, 1896)
  - Platoecobius kooch Santos & Gonzaga, 2008
- Uroctea Dufour, 1820 – 18 Arten
  - Uroctea compactilis L. Koch, 1878
  - Uroctea concolor Simon, 1882
  - Uroctea durandi (Latreille, 1809)
  - Uroctea grossa Roewer, 1960
  - Uroctea hashemitorum Bosselaers, 1999
  - Uroctea indica Pocock, 1900
  - Uroctea lesserti Schenkel, 1936
  - Uroctea limbata (C. L. Koch, 1843)
  - Uroctea manii Patel, 1987
  - Uroctea matthaii Dyal, 1935
  - Uroctea paivani (Blackwall, 1868)
  - Uroctea quinquenotata Simon, 1910
  - Uroctea schinzi Simon, 1887
  - Uroctea semilimbata Simon, 1910
  - Uroctea septemnotata Tucker, 1920
  - Uroctea septempunctata (O. Pickard-Cambridge, 1872)
  - Uroctea sudanensis Benoit, 1966
  - Uroctea thaleri Rheims, Santos & van Harten, 2007
- Urocteana Roewer, 1961 – 1 Art
  - Urocteana poecilis Roewer, 1961
- Uroecobius Kullmann & Zimmermann, 1976 – 1 Art
  - Uroecobius ecribellatus Kullmann & Zimmermann, 1976